# Kafr Hind
Kafr Hind (tiếng Ả Rập: كفر هند) là một ngôi làng Syria nằm ở Salqin Nahiyah ở huyện Harem, Idlib. Theo Cục Thống kê Trung ương Syria (CBS), Kafr Hind có dân số 1073 trong cuộc điều tra dân số năm 2004.